# Ancylis argenticiliana
Ancylis argenticiliana is een vlinder uit de familie bladrollers (Tortricidae). De wetenschappelijke naam is voor het eerst geldig gepubliceerd in 1897 door Thomas de Grey Walsingham.
De soort komt voor in het Afrotropisch gebied.

## Type
- holotype: "male"
- instituut: BMNH, Londen, Engeland
- typelocatie: "French Congo [Congo]. Kangw, Ogow River"